# Saint-Laurent-sous-Coiron
Saint-Laurent-sous-Coiron ist eine französische Gemeinde mit 120 Einwohnern (Stand 1. Januar 2022) im Département Ardèche.

## Geographie
Saint-Laurent-sous-Coiron liegt auf der Hochebene des Lava- und Basaltplateaus von Coiron. Die nächstgrößte Stadt ist Aubenas in 12 Kilometern Richtung Südwesten.